# Jurij Ponomariow
Jurij Anatoljewicz Ponomariow  (ros. Юрий Анатольевич Пономарёв, ur. 24 marca 1932 w miejscowości Kadaja w obwodzie czytyjskim (ZSRR); zm. 13 kwietnia 2005) – inżynier, kosmonauta radziecki.

## Wykształcenie oraz służba wojskowa
- 1951 – w mieście Kuskowo w obwodzie moskiewskim ukończył technikum kolejowe.
- 1957 – został absolwentem Moskiewskiego Instytutu Lotnictwa i otrzymał tytuł inżyniera-mechanika w specjalności silniki lotnicze.
- 1960 – w Szkole Pilotów Lotniczego Instytutu Doświadczalnego im. M. Gromowa w mieście Żukowskij przeszedł kurs podnoszący kwalifikacje zawodowe.

## Kariera kosmonauty
- 1969 – zgłosił swój akces do oddziału kosmonautów Centralnego Biura Konstrukcyjnego Eksperymentalnej Budowy Maszyn (ЦКБЭМ) – poprzednio biuro konstrukcyjne S. Korolowa OKB-1, a obecnie RKK Energia.
- 1971 – zakończył cykl badań medycznych w Instytucie Zagadnień Medyczno-Biologicznych (ИМБП) i w listopadzie 1971 otrzymał zgodę na dopuszczenie do treningu specjalistycznego.
- 22 marca 1972 – został członkiem oddziału kosmonautów obecnego RKK Energia.
- 1972–1973 – wspólnie z Nikołajem Rukawisznikowem przygotowywał się do autonomicznego lotu na statku Sojuz.
- maj 1973 – razem z Piotrem Klimukiem został wyznaczony do załogi rezerwowej misji Sojuz 13. W trakcie przygotowań zamienił go Walentin Lebiediew. Ponomariow trafił do trzeciej załogi, którą dowodził Władimir Kowalonok.
- 1973–1975 – Ponomariow jako inżynier pokładowy oraz Władimir Kowalonok, przygotowywali się do lotu na stację kosmiczną Salut 4. W kwietniu 1975 podczas nieudanego startu Sojuza 18-1 obaj byli w trzeciej (rezerwowej) załodze, a w maju 1975 dublerami Piotra Klimuka i Witalija Siewastjanowa.
- 1977 – był inżynierem pokładowym w składzie pierwszej podstawowej załogi jaka miała lecieć na stację Salut 6. Wkrótce po rozpoczęciu przygotowań zastąpił go Walerij Riumin. 
Kolejnym przydziałem jaki otrzymał była funkcja inżyniera pokładowego ekipy dublerów pierwszej załogi odwiedzającej jaka miała wyruszyć na pokład Saluta 6 (razem z Anatolijem Diedkowem). W październiku 1977 po nieudanym locie Sojuza 25 wszystkie załogi, które składały się z kosmonautów bez doświadczenia w lotach kosmicznych, zostały rozformowane. Ponomariow więcej już nie był wyznaczany do składu załóg. Do momentu opuszczenia oddziału kosmonautów zajmował się opracowywaniem nowych skafandrów dla kosmonautów oraz kierowaniem pojazdami kosmicznymi ze statków „Kosmonauta Jurij Gagarin” i „Kosmonauta Władimir Komarow”.
- 11 kwietnia 1983 – opuścił oddział kosmonautów biura konstrukcyjnego „Energia” w związku z przejściem na emeryturę.

## Po opuszczeniu oddziału kosmonautów
Po opuszczeniu korpusu kosmonautów rozpoczął pracę w jednym z oddziałów Zjednoczenia Naukowo-Badawczego „Energia”, ale po kilku dniach zrezygnował z dalszej pracy w tej firmie. Od 20 kwietnia 1983 rozpoczął pracę w Centralnym Naukowo-Badawczym Instytucie Budowy Maszyn (ЦНИИмаш).
Zmarł 13 kwietnia 2005 na skutek wylewu krwi do mózgu. Pochowany został na cmentarzu we wsi Leoniach niedaleko Gwiezdnego Miasteczka.

## Nagrody i odznaczenia
- order „Znak honoru” („Знак Почета”) – 1970